# シドニィ・シェルダン
シドニィ・シェルダン（Sidney Sheldon, 1917年2月11日 - 2007年1月30日）は、ユダヤ系アメリカ人の脚本家、小説家。
もとはシドニィ・シェヒテル（Sidney Schechtel）という名前であったが、改姓した。代表作は『ゲームの達人』『真夜中は別の顔』など。実は Sidney Sheldon という名前は、アナウンサーになりたくてその目的で使用していた名前であった。かつて早川書房から刊行された翻訳では「シドニイ・シェルドン」と表記されていた。

## 経歴
1917年2月11日にアメリカ合衆国イリノイ州シカゴにて生を享けた。父はドイツ系ユダヤ人、母はロシア系ユダヤ人。 1937年からの数年ハリウッドで数々の映画に関わった後、兵役に就く。第二次世界大戦終結後、除隊。ブロードウェイなどで劇作家としての道を歩み始める。その後テレビなどにも脚本を提供するようになった。1947年には映画『独身者と女学生』でアカデミー脚本賞を受賞している。
小説を書き始めたのは1969年から。第1作は『顔』（The Naked Face）。アメリカ探偵作家クラブ主催のエドガー賞 処女長編賞にノミネートされたほか数々の賞を受賞した。第2作『真夜中は別の顔』（The Other Side of Midnight）はその年の『ニューヨーク・タイムズ』でベストセラーとして選出され、後に映画化もされた。映画化された原作は意外に少なく、『血族』（Bloodline）をオードリー・ヘプバーン主演で映画化した『華麗なる相続人』（1979年）などごくわずかである。一方でテレビドラマ・シリーズ化された原作が非常に多く、シェルダンの作品は映画よりテレビ向きといえる。日本でもシェルダンの作品はたびたび翻案され、テレビドラマ化されている（浅野ゆう子主演『血族』(土曜ワイド劇場・1994年1月1日放送)、中谷美紀主演の連続ドラマ『ゲームの達人』『女医』など）。　
日本でも有名なアメリカのテレビドラマ『かわいい魔女ジニー』及び『探偵ハート&ハート』の原案、企画も担当している。
双極性障害（躁うつ病）の患者であり、17歳の時に自殺しかけたことがある。また、エレベーターに乗る際に冗談を言う癖があり、「エレベーター・ジョーカー」というあだ名がつけられた。
全作品の売上げ総数は3億部を越える。
2007年1月30日、肺炎による合併症のため入院先のカリフォルニア州の病院で死去した。89歳。

## 作品

### 映画
- イースター・パレード（Easter Parade 1948年） - 脚本
- アニーよ銃をとれ（Annie Get Your Gun 1950年） - 脚本
- お若いデス（You're Never Too Young 1955年） - 脚本
- 底抜け西部へ行く（Pardners 1956年） - 脚本
- 夜は夜もすがら（Anything Goes 1956年） - 脚本
- 凡ては夜に始まる（All in a Night's Work 1961年） - 脚本
- ジャンボ（Billy Rose's Jumbo 1962年） - 脚本

### テレビドラマ
- かわいい魔女ジニー（I Dream of Jeannie 1965年 - 1970年） - 原案・脚本・製作
- 探偵ハート&ハート（Hart to Hart 1979年 - 1984年） - 原案

### 小説
- 顔（The Naked Face 1970年）
- 真夜中は別の顔（The Other Side of Midnight 1973年）
- 私は別人（A Stranger in the Mirror 1976年）
- 血族（Bloodline 1977年）
- 天使の自立（Rage of Angels 1980年）
- ゲームの達人（Master of the Game 1982年）
- 明日があるなら（If Tomorrow Comes 1985年）
- 神の吹かす風（Windmills of the Gods 1987年）
- 時間の砂（The Sands of Time 1988年）
- 明け方の夢（Memories of Midnight 1990年）
- 陰謀の日（The Doomsday Conspiracy 1991年）
- 星の輝き（The Stars Shine Down 1992年）
- 女医（Nothing Lasts Forever 1994年）
- 遺産（Morning, Noon and Night 1995年）
- 氷の淑女（The Best Laid Plans 1997年）
- よく見る夢（Tell Me Your Dreams 1998年）
- 空が落ちる（The Sky is Falling 2001年）
- 億万ドルの舞台（The Dictator 2004年）
- 異常気象売ります（Are You Afraid of the Dark? 2004年）
- リベンジは頭脳で（The Revenge 2005年）

### 自伝
- The Other Side of Me（2005年）
  - 僕はいかに逆境をのり越え世界一翻訳された作家になったのか（エリコ・ロウ訳、出版文化社、2023年）

### 模作
ティリー・バグショーによるシェルダンの作品に登場した人物を使用し、シェルダンの作風を踏襲した小説が発表されている。
- ティリー・バグショー作品
  - Sidney Sheldon's Mistress of the Game (2009年)
  - Sidney Sheldon's After the Darkness (2010年)
  - Sidney Sheldon's Angel of the Dark (2012年)
  - Sidney Sheldon's The Tides of Memory (2013年)
  - Sidney Sheldon's Chasing Tomorrow (Tracy Whitney) (2014年)
  - Sidney Sheldon's Reckless (2015年)
  - Sidney Sheldon's The Silent Widow (2018年)
  - Sidney Sheldon's The Phoenix (2019年)

## イングリッシュ・アドベンチャー
アカデミー出版の英語学習教材「イングリッシュ・アドベンチャー」に小説を提供している。上級者コースの『ゲームの達人』以外は、すべて教材のための書き下ろしである。